# Campeonato Paranaense de Futsal de 2004 - Terceira Divisão
O Campeonato Paranaense de Futsal - Terceira Divisão, cujo nome usual é Chave Bronze 2004, foi a 7ª edição da terceira mais importante competição da modalidade no estado, sua organização foi de competência da Federação Paranaense de Futsal.
A equipe de Arapongas se sagrou campeã do torneio pela primeira vez em sua história.

## Regulamento
O Campeonato Paranaense Futsal Chave Bronze 2004, será disputado em duas fases.
Primeira Fase
Na Primeira Fase do certame, as 7 equipes serão distribuídas em 2 grupos, respectivamente A e B. Sendo que o grupo A, conterá com 4 clubes e o grupe B, 3. A formula de disputa consiste, em um único turno, com as duas primeiras de cada chave avançando a próxima etapa;
Segunda Fase (Final)
As 4 equipes classificadas, jogarão em um único turno. O melhor colocado do grupo será o Campeão Paranaense da Terceira Divisão de 2004
Critérios de Desempate
1. Equipe que obtiver o maior número de pontos;
2. Confronto direto;
3. Goal Average (maior quociente da divisão do número de gols marcados pelo número de gols sofridos);
4. Menor média de gols sofridos na Fase (número de gols sofridos divididos pelo número de jogos);
5. Maior média de gols marcados na Fase (número de gols feitos dividido pelo número de jogos);
6. Maior saldo;
7. Sorteio.

## Participantes em2004
| Clube               | Cidade              | Ginásio                          |
| ------------------- | ------------------- | -------------------------------- |
| Arapongas           | Arapongas           | Luiz Augusto Zin                 |
| Arapoti             | Arapoti             | Otacílio de Souza                |
| Assis Chateaubriand | Assis Chateaubriand | Tancredo de Almeida Neves        |
| Guarani             | Ponta Grossa        | Oscar Pereira                    |
| Lupionópolis        | Lupionópolis        | Ginásio Estadual de Lupionópolis |
| Olimpick            | Ponta Grossa        | Oscar Pereira                    |
| Rolândia            | Rolândia            | Emílio Gomes                     |

## Primeira Fase

### Grupo A
| Pos | Times               | Pts | J | V | E | D | GP | GC | SG | GA   | %     | Classificação                |
| --- | ------------------- | --- | - | - | - | - | -- | -- | -- | ---- | ----- | ---------------------------- |
| 1   | Guarani             | 7   | 3 | 2 | 1 | 0 | 10 | 7  | 3  | 1,42 | 77,7% | Classificados a Segunda Fase |
| 2   | Arapongas           | 4   | 3 | 1 | 1 | 1 | 10 | 11 | -1 | 0,90 | 44,4% | Classificados a Segunda Fase |
| 3   | Assis Chateaubriand | 3   | 3 | 1 | 0 | 2 | 9  | 9  | 0  | 1    | 33,3% | Eliminados                   |
| 4   | Arapoti             | 2   | 3 | 0 | 2 | 1 | 7  | 9  | -2 | 0,77 | 22,2% | Eliminados                   |

| 1ª Rodada          |       |                    |              |
| Guarani            | 1 – 1 | Arapoti            | Ponta Grossa |
| Arapongas          | 3 – 2 | Assis Chateubriand | Ponta Grossa |
| 2ª Rodada          |       |                    |              |
| Assis Chateubriand | 5 – 3 | Arapoti            | Ponta Grossa |
| Guarani            | 6 – 4 | Arapongas          | Ponta Grossa |
| 3ª Rodada          |       |                    |              |
| Arapongas          | 3 – 3 | Arapoti            | Ponta Grossa |
| Guarani            | 3 – 2 | Assis Chateubriand | Ponta Grossa |

### Grupo B
| Pos | Times        | Pts | J | V | E | D | GP | GC | SG | GA   | %     | Classificação               |
| --- | ------------ | --- | - | - | - | - | -- | -- | -- | ---- | ----- | --------------------------- |
| 1   | Olimpick     | 4   | 2 | 1 | 1 | 0 | 15 | 9  | 6  | 1,66 | 66,6% | Classificado a Segunda Fase |
| 2   | Lupionópolis | 4   | 2 | 1 | 1 | 0 | 13 | 12 | 1  | 1,08 | 66,6% | Desistiu                    |
| 3   | Rolândia     | 0   | 2 | 0 | 0 | 2 | 9  | 16 | -7 | 1,56 | 00,0% | Classificado a Segunda Fase |

| 1ª Rodada    |       |              |              |
| Lupionópolis | 7 – 6 | Rolândia     | Lupionópolis |
| 2ª Rodada    |       |              |              |
| Olimpick     | 6 – 6 | Lupionópolis | Lupionópolis |
| 3ª Rodada    |       |              |              |
| Olimpick     | 9 – 3 | Rolândia     | Lupionópolis |

## Segunda Fase

### Quadrangular Final
| Pos | Times     | Pts | J | V | E | D | GP | GC | SG  | GA   | %     | Classificação |
| --- | --------- | --- | - | - | - | - | -- | -- | --- | ---- | ----- | ------------- |
| 1   | Arapongas | 7   | 3 | 2 | 1 | 0 | 28 | 12 | 16  | 2,33 | 77,7% | Campeão       |
| 2   | Olimpick  | 6   | 3 | 2 | 0 | 1 | 23 | 4  | 9   | 1,64 | 66,6% | Vice-Campeão  |
| 3   | Guarani   | 4   | 3 | 1 | 1 | 1 | 20 | 16 | 4   | 1,25 | 44,4% |               |
| 4   | Rolândia  | 0   | 3 | 0 | 0 | 3 | 9  | 40 | -31 | 0,22 | 00,0% |               |

| 1ª Rodada |        |           |              |
| Olimpick  | 8 – 2  | Rolândia  | Ponta Grossa |
| Guarani   | 2 – 2  | Arapongas | Ponta Grossa |
| 2ª Rodada |        |           |              |
| Olimpick  | 4 – 6  | Arapongas | Ponta Grossa |
| Guarani   | 12 – 1 | Rolândia  | Ponta Grossa |
| 3ª Rodada |        |           |              |
| Arapongas | 20 – 6 | Rolândia  | Ponta Grossa |
| Guarani   | 6 – 11 | Olimpick  | Ponta Grossa |

## Premiação
| Chave Bronze 2004     |
| --------------------- |
| Arapongas (1º título) |